# Júlio Bernardo
Júlio Bernardo (Ferragudo, Lagoa, 16 de Março de 1916 - Portimão, 15 de Junho de 2013) foi um pintor, fotógrafo e cineasta português.

## Biografia

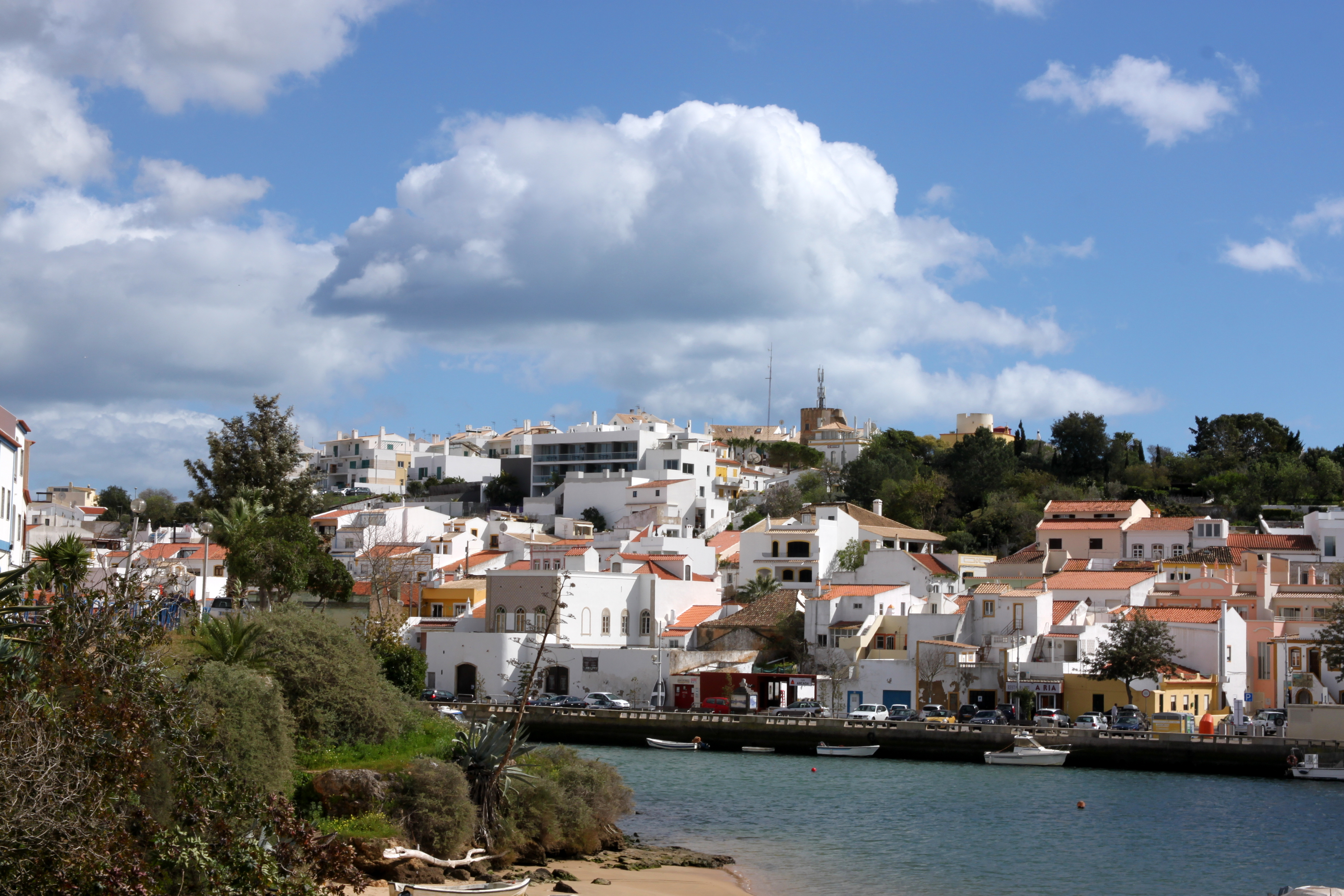
Vila de Ferragudo

### Nascimento e formação
Júlio Bernardo nasceu na localidade de Ferragudo, no concelho de Lagoa, no Algarve, em 16 de Março de 1916.
Foi para Portimão aos oito anos de idade, tendo feito naquela cidade a instrução primária e frequentado o colégio particular do professor José Negrão Buisel. No entanto, quando estava no terceiro ano do liceu, o professor Buisel foi preso devido às suas tendências anarquistas, interrompendo os seus estudos, que Júlio Bernardo nunca chegou a concluir. Em vez disso, tornou-se um autodidacta, tendo-se interessado por vários campos artísticos, incluindo a literatura, a pintura e o cinema.

### Carreira profissional e artística
A principal profissão de Júlio Bernardo foi de comerciante, trabalhando na Casa das Luzes, em Portimão, que pertencia ao pai, e onde esteve até à sua reforma.
Já durante a sua formação se tinha revelado o seu talento para o desenho, especialmente nos retratos a carvão. Dedicou-se à pintura a óleo e à escultura, tendo apresentado a sua primeira exposição individual em 1944, no Casino da Praia da Rocha. Fez depois em várias exposições, tendo algumas das suas obras sido colocadas em colecções particulares em Portugal e no estrangeiro, como no Reino Unido, na Alemanha e nos Estados Unidos da América.
Nos princípios da Década de 1950, foi o autor do cartaz publicitário para o primeiro cortejo do Carnaval de Portimão.Também criou cartazes e autocolantes alusivos à Revolução de 25 de Abril de 1974, e desenhou as flâmulas para o Clube Naval de Portimão e para a associação Amigos de Portimão
Destacou-se principalmente na arte da fotografia, tanto a cores como a preto e branco, tendo recebido vários prémios em Portugal e no estrangeiro. Foi premiado no Salão Nacional Fotográfico das Telecomunicações em 1956, no II Concurso de Motivos Algarvios na Casa do Algarve em 1960, e o Festival do Algarve - Salão de Fotografias sobre o Algarve em 1970. Entre 1991 e 1992 ensinou um curso de fotografia no Centro de Língua, Cultura e Comunicação, que foi concluído com uma exposição das obras dos alunos e de curtas metragens de Júlio Bernardo. No livro, Algarve a Gente e o Mar,  (2002), são reproduzidas fotografias e pinturas de sua autoria sobre a região do Algarve. Trabalhou como fotógrafo publicitário para uma empresa turística de Londres, para a qual também executou uma pintura mural na sede e fez três filmes publicitários a cores. Parte da obra fotográfica de Júlio Bernardo foi exposta no museu de Portimão.
Entre 1960 e 1984, foi responsável por mais de trinta filmes de 8 mm e 16 mm, que foram por várias vezes premiados em certames portugueses e estrangeiros. Em 2 de Fevereiro de 1964, o seu filme Praia da Rocha foi mostrado na Casa do Algarve em Lisboa, no âmbito de uma conferência do advogado Serafim Maurício Monteiro. A sua principal obra foi o filme Há Peixe no Cais.
Em 1966, ficou em primeiro lugar no III Concurso da Casa do Algarve, e no ano seguinte recebeu o segundo Prémio Internacional de Cinema Amador de Coimbra, o segundo prémio no 1.º Festival do Cinema Amador de Guimarães, e o terceiro prémio do Conselho Nacional do Clube Português de Cinema Amador. Em 1968 participou no Festival de Cinema da Universidade do Porto, onde foi premiado com a insígnia de Ouro da Queima das Fitas, e em 1970 recebeu o primeiro prémio no Festival Internacional de La Montagne. Foi igualmente premiado com o Troféu de Ouro para o melhor documentário no 1.º Festival de Cinema de Amadores de Aveiro.
Destacou-se igualmente como músico, tendo tocado violino e bandolim. Colaborava nas marchas populares e festas dos clubes de Portimão, e participou em vários concursos de dança de salão, tendo recebido vários prémios na dança da valsa e do corridinho. Também criou cenários para peças de teatro amador.

### Falecimento
Faleceu na cidade de Portimão, em 15 de Junho de 2013.

## Homenagens
Em 1967, Júlio Bernardo foi homenageado pela associação Os Amigos de Portimão e pela Câmara Municipal de Portimão, tendo sido também nessa altura organizado uma exposição de obras suas no Clube Fraternidade e no Clube Boa Esperança - Atlético Clube Portimonense.
No princípio da década de 1990, o seu nome foi colocado na sala de exposições da Associação Cultural e Desportiva de Ferragudo.
Foi homenagado pela Câmara Municipal de Portimão com a exposição Uma Cidade Dois Fotógrafos, que também recordou o fotógrafo Francisco Oliveira, apresentada em Dezembro de 2011 no Museu de Portimão. A autarquia também o nomeou Cidadão de Mérito Municipal, pelos seus esforços para o progresso do concelho de Portimão, em 1992. 
Em 2018, a editora Platibanda lançou o livro Um Algarve com Sentidos, no qual é homenageado e biografado por Carlos Alberto Osório. 

## Ligações Externas
- Facebook - Página criada em sua homenagem
- Filme Há Peixe no Cais realizado por Júlio Bernardo nos anos 60
- Filme de Júlio Bernardo sobre Ferragudo